# ストライガ属
ストライガ属 （Striga, 英名：witchweedまたはwitches weed）は、アフリカ、アジア、オーストラリアの熱帯および亜熱帯区域に分布する一年生の半寄生植物である。従来のクロンキスト体系ではゴマノハグサ科に属していたが、APG植物分類体系ではハマウツボ科に移動している 。
種数は諸説あるが40種以上とみられる。植物体は明るい緑色の葉茎と小さく色鮮やかな花を持つ。本属の数種はアフリカのサバンナ地域の穀物栽培に甚大な被害を及ぼしている。また、他の原産地や帰化したアメリカ大陸でも収穫量の減少を引き起こしている。英名は日本語で「魔女の草」の意味であるが、これは、地上部が現れた時には寄生活動を完了している恐ろしさを魔性に見立てたものである。属名 Strigaもラテン名で「魔女」を意味する。
こうした農業への被害の大きさから、防除をめざして対策・研究が行われている。2019年9月には、日本の理化学研究所、奈良先端科学技術大学院大学の研究者らによる国際チームが全ゲノム解読完了を発表した。

## 宿主と病状
ストライガは、トウモロコシ、キビ、モロコシ、サトウキビ、コメ、豆類に寄生する。作物の収量を大幅に減少させ、さらに全滅にまで至るケースもある。特に Striga asiatica (Asiatic witchweed) 、Striga gesnerioides (cowpea witchweed) 、Striga hermonthica (purple witchweed) の3種については、トウモロコシ、モロコシ、コメ、サトウキビに害を及ぼす。
ストライガに寄生された宿主は、生育不良、しおれ、クロロシスといった、旱魃時や養分欠乏、および維管束の障害のような病状を現す。

## 生活環

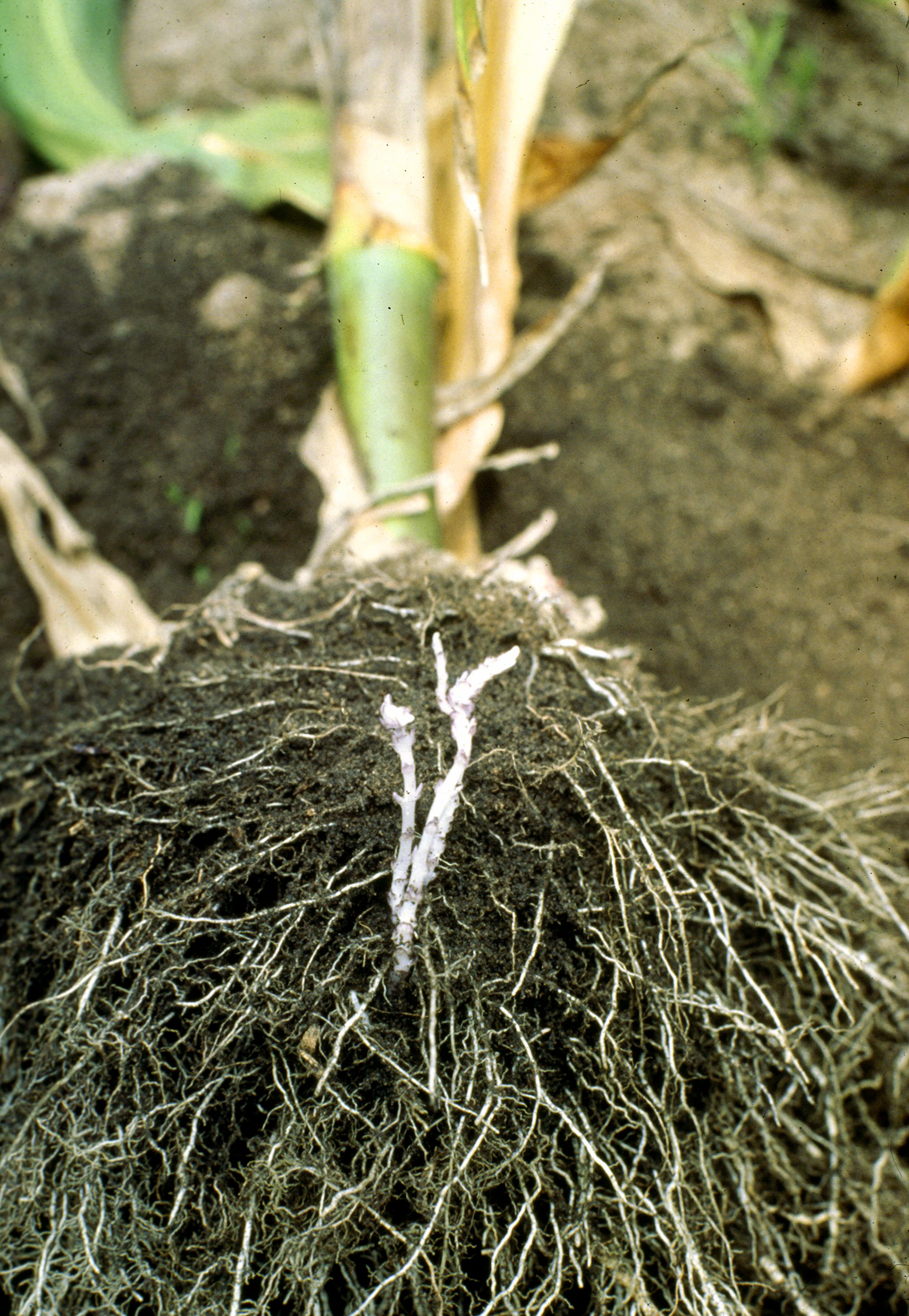
ストライガの寄生根が宿主の根と繋がっている写真

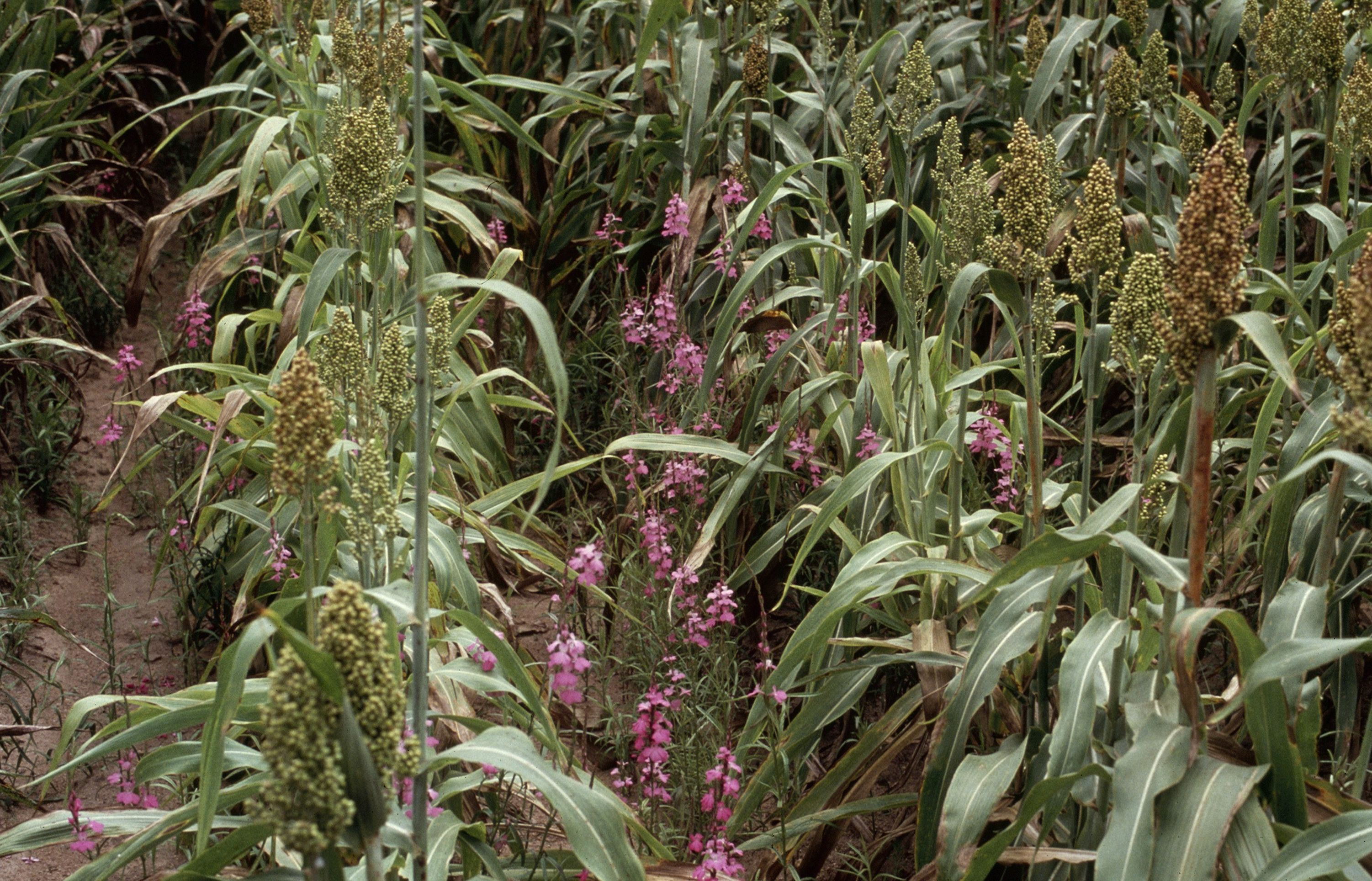
モロコシ畑に出現したStriga hermonthica

ストライガは、1個体につき50万の種子を生成し、種子は20年程度、土壌中に生存し続けることができる。種子の大きさは、200μm程度と小さく、土壌に落ちた種の回収は困難である。一年草であるストライガは、種子の状態で越冬する。宿主の根から分泌される物質を検知すると発芽し、宿主の根の細胞に侵入するための吸器を発育させる。宿主の根から分泌される物質にはストリゴラクトンが含まれており、その物質がストライガの種子を発芽させるのを促進するシグナル伝達分子である 。寄生根が宿主の根に付着した箇所はベルのような膨らみになっていることで識別できる。地下に寄生部を形成し、その状態で4〜7週間を過ごし、その後、地上に出現し、開花して種子を生成する。ストライガの種子は風、水、動物に付着する土壌によって容易に広がる。

## 生育環境
湿った環境下で、30 - 35℃の温度が発芽に適し、20℃以下の温度では生育しない。軽しょう土と窒素成分の少ない農地での生育を好む傾向があるが、ストライガにとって好ましい地温であれば、土壌の状態に左右されず生育することが出来る。種子はマイナス15℃の凍土の中で生き残ることから、種子の状態で越冬することができる 。

## ストライガの駆除
ストライガは、その生活環の大半が地面下に行われるため、それに対する対策が困難である。地上部に現れる前に発見できない場合、作物の損失を低減することができない。ストライガが広がることを防止するために、汚染されていない種子をまき、土壌を洗浄し、圃場に入る前に靴、衣類、農機具から植物片を除去することが必要である。ストライガの数が少なければ、種子ができる前に手作業で除草することもある。
アメリカでは、ストライガに侵された地域での検疫、侵された地域とそうでない地域との農作機を移動を制限し、除草剤の散布、"自殺発芽"を誘導させるなどのいくつかの戦略を駆使して抑えられている。後者の場合は、まだ作物に植えられていない圃場において、土壌中に存在する種子はエチレンを注入することによって発芽を誘導させている。そして、宿主の根が存在しないので、ストライガは枯死して退治される。しかし、ストライガは、長年にわたり土壌中に休眠状態を維持できる小さな種子を数万個を生成する。したがって、このような治療法は、土壌から全ての種を取り除くことはない。さらに、この方法は費用が高いのでアフリカやアジアの発展途上国の多くの農家には一般的に利用できない。
自殺発芽を誘導する物質としてはこの他、日本の神戸大学の研究者らによるチームが人工ストリゴラクトン「T-010」を使った試験を2014年度にかけて実施して高い効果を確認したほか、名古屋大学の研究者らによるチームが発芽刺激活性を持つ物質「スフィノラクトン-7」（SPL7）の開発を2018年に発表した。
もう一つの方法は、おとり作物(trap crop)と呼ばれ、ストライガの種子が発芽させることを誘導するが、寄生させない植物をストライガに汚染された圃場に植える方法である。この方法は、モロコシ畑にケイトウを植えることで実践した。ヌスビトハギ属の一種(Desmodium uncinatum)を植えることで、ストライガの発芽を阻害し、トウモロコシと間作することで効果をあげることができた。綿、ヒマワリ、亜麻仁、ストライガに耐性を持つトウモロコシも有効なおとり作物である。
ストライガ対策として、土壌中の窒素レベルを増加させる、耐性品種の栽培、おとり作物の植え付け、ストライガに感染しやすい作物を植え、それが種子をつける前に刈り取ることがある。菌類や除草剤でコーティングされたトウモロコシ種子を使用する事も有望な手段である。
いくつかのモロコシの品種は地域の状況における耐性の高いレベルを持つ。キビの栽培品種のうち「Buruma」「Shibe」「Okoa」「Serere 17」はタンザニアで耐性があると考えられている。「Katumani」を含むいくつかのトウモロコシ品種は、ケニアでストライガに対し一部抵抗性があることが示された。ネリカ（NERICA (New Rice for Africa)）を含む多数のイネの品種では、先天性あるいは後天性の抵抗メカニズムが同定されている。いくつかの作物の品種、特にトウモロコシにおいて、吸器が作物に付着したときストライガを枯らす除草剤に耐性がある。除草剤をコーティングしたトウモロコシ種子「Strigaway」は、2シーズンでストライガの種子を30%減少させることが示された。

## ストライガの被害と対策
米国では、ストライガの影響を受けたトウモロコシ、モロコシ、サトウキビの収穫量は、推定200億ドル以上であるといわれる。さらに、ストライガは、作物を全滅させる可能性もある。1957年、米国議会はストライガ根絶しようとする試みに資金を配分した。米国農務省の動植物衛生検査局(APHIS)は、研究所と抑制する方法を確立した。侵入マッピングを通じて、検疫および汚染された種子の破壊などの抑制作業により、ストライガによって汚染された作付面積は、米国で発見された時点から99％減少していった。APHISは、ストライガを見つけて報告すると現金による報酬を提供し、土地所有者に自分の作付地を確認することを奨励している。
重要な経済の植物に寄生するストライガは、アフリカで最も深刻な病害虫の一つである。ストライガにより、アフリカのサバンナ地域の耕作地の40％に影響を与え、その結果、毎年130億ドル失われている。ストライガは、サハラ以南のアフリカだけで40万ヘクタールの耕作地に影響を与えている。ストライガの侵入は、アフリカの一部であまりにもひどいため、いくつかの農家が数年ごとに耕作地を変える必要がある。さらに、アフリカにおける作物の大半は、高価なためストライガ対策をとれない零細農家によって栽培されているので、多くの零細農家は、ストライガの被害に苦しんでいる。

## よく知られた種

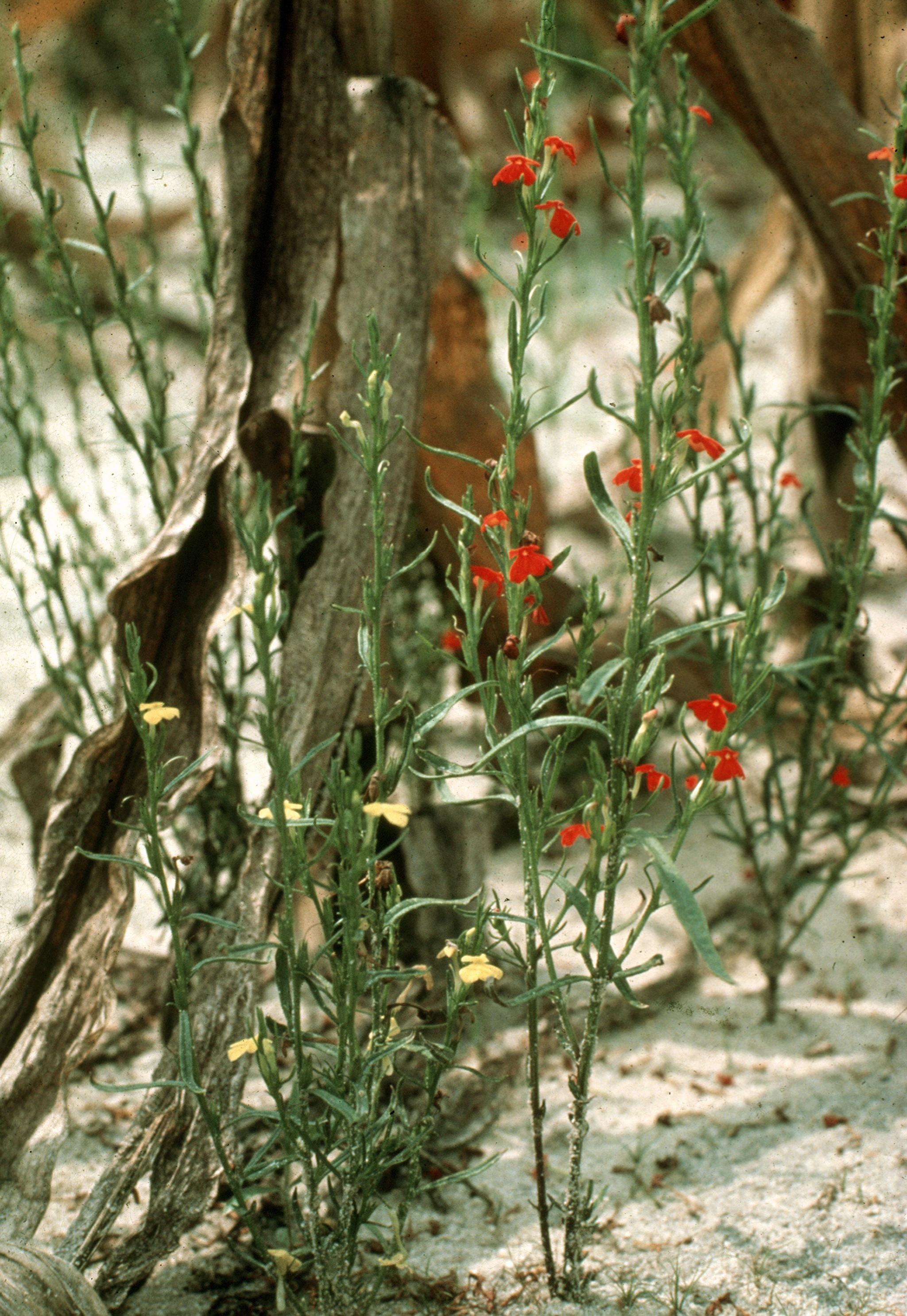
ストライガの写真

- Striga asiatica (英名：Asiatic witchweed) はアフリカから南アジア、東アジアを通じてオーストラリアまで非常に広く分布している。1950年代以来、アメリカでも知られているようになった。おそらく、人間の活動の結果により米国に侵入し、ノースカロライナ州とサウスカロライナ州の多くの郡のトウモロコシ畑に見られるようになったと思われる。米国農務省は、ストライガが米国中に広がるのを抑えるためこの領域に検疫を課し、おそらく抑える事に成功したと見られる。
- Striga hermonthica （英名：purple witchweed）は、サハラ以南のアフリカ大陸にて、特にモロコシとトウジンビエの栽培に害を及ぼす寄生植物である。
- Striga gesnerioides（英名：Cowpea witchweed）は、ササゲ(Vigna unguiculata)に寄生する。米国のフロリダ州に侵入したとされ、Indigofera hirsuta (タヌキコマツナギ（マメ科 コマツナギ属））に寄生する種も発見されている。
- Striga aequinoctialis - 西アフリカ
- Striga angolensis - アンゴラ
- Striga angustifolia - 東アフリカ、アジア、インドネシア
- Striga asiatica (英名：Asiatic witchweed) - アフリカ、アラビア半島、インド、 ミャンマー、中国、インドネシア、フィリピン、マレーシア、パプアニューギニア、オーストラリア(侵入?)、米国(侵入)
- Striga aspera - アフリカ
- Striga bilabiata - アフリカ
- Striga brachycalyx - アフリカ
- Striga chrysantha - 中央アフリカ
- Striga dalzielii - 西アフリカ
- Striga elegans - アンゴラ、マラウイ、南アフリカ、ジンバブエ
- Striga forbesii - アフリカ大陸、マダガスカル
- Striga gastonii - チャド、中央アフリカ
- Striga gesnerioides (英名：cowpea witchweed) - アフリカ、アラビア半島、インド、米国(侵入)
- Striga gracillima - タンザニア
- Striga hallaei - ガボン、コンゴ民主共和国
- Striga hermonthica (英名：purple witchweed) - セネガル、エチオピア、コンゴ民主共和国、タンザニア、アンゴラ、ナミビア
- Striga hirsuta - マダガスカル
- Striga junodii - 南アフリカ、モザンビーク
- Striga klingii - 西アフリカ、ナイジェリア、ガーナ、カメルーン、トーゴ
- Striga latericea - 東アフリカ、エチオピア、ソマリア
- Striga lepidagathidis - セネガル、ギニア、ギニアビサウ
- Striga lutea - スーダン、エチオピア
- Striga macrantha - 西アフリカ、ナイジェリア、象牙海岸、トーゴ
- Striga passargei - 西アフリカ、中央アフリカ、アラビア半島
- Striga pinnatifida - エチオピア
- Striga primuloides - 象牙海岸、ナイジェリア
- Striga pubiflora - ソマリア
- Striga yemenica - エチオピア

## ギャラリー

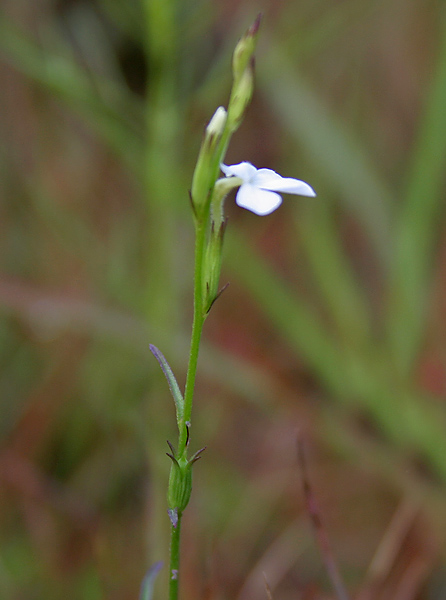
Striga densiflora （インド、ハイデラバード）
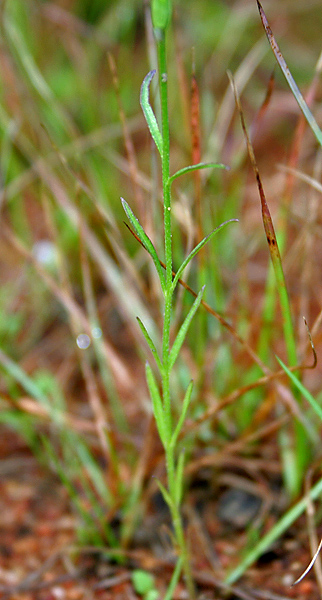
Striga densiflora （ハイデラバード）
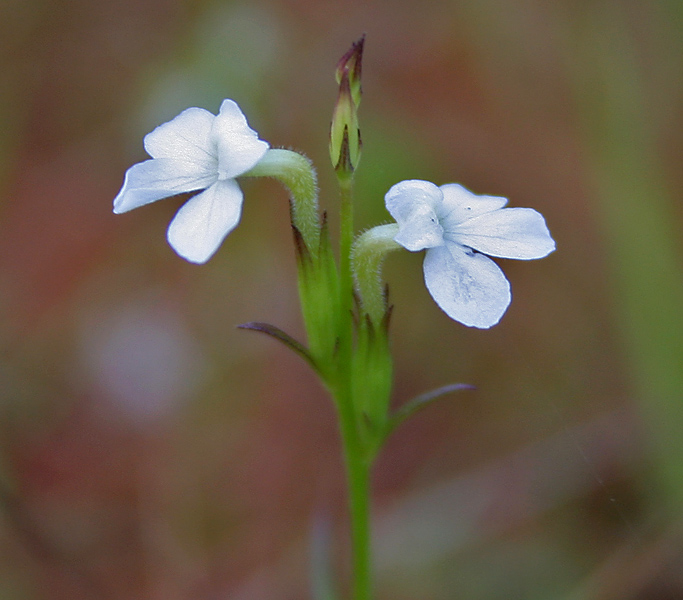
Striga densiflora（ハイデラバード）